# Нечваль, Василий Иванович
Василий Иванович Нечваль (1923—1991) — красноармеец Рабоче-крестьянской Красной Армии, участник Великой Отечественной войны, Герой Советского Союза (1945).

## Биография
Василий Нечваль родился 9 февраля 1923 года в городе Нежине (ныне — Черниговская область Украины). После окончания семи классов школы работал на заводе. В сентябре 1943 года Нечваль был призван на службу в Рабоче-крестьянскую Красную Армию и направлен на фронт Великой Отечественной войны.
К январю 1945 года красноармеец Василий Нечваль был пулемётчиком 1198-го стрелкового полка 359-й стрелковой дивизии 6-й армии 1-го Украинского фронта. отличился во время форсирования Одера. В январе 1945 года Нечваль в ночное время переправился через Одер и на рассвете открыл из пулемёта огонь по позициям противника, прикрыв переправу основных сил, а затем участвовал в отражении 6 немецких контратак. В том бою Нечваль получил ранение, но продолжал сражаться.
Указом Президиума Верховного Совета СССР от 27 июня 1945 года за «мужество и героизм, проявленные при форсировании Одера и удержании плацдарма на его западном берегу» красноармеец Василий Нечваль был удостоен высокого звания Героя Советского Союза с вручением ордена Ленина и медали «Золотая Звезда» за номером 8154.
После окончания войны Нечваль был демобилизован. Вернулся в родной город. Скончался 24 ноября 1991 года, похоронен на Кунашевском кладбище Нежина.
Был также награждён орденом Отечественной войны 1-й степени и рядом медалей.